# Txalaparta

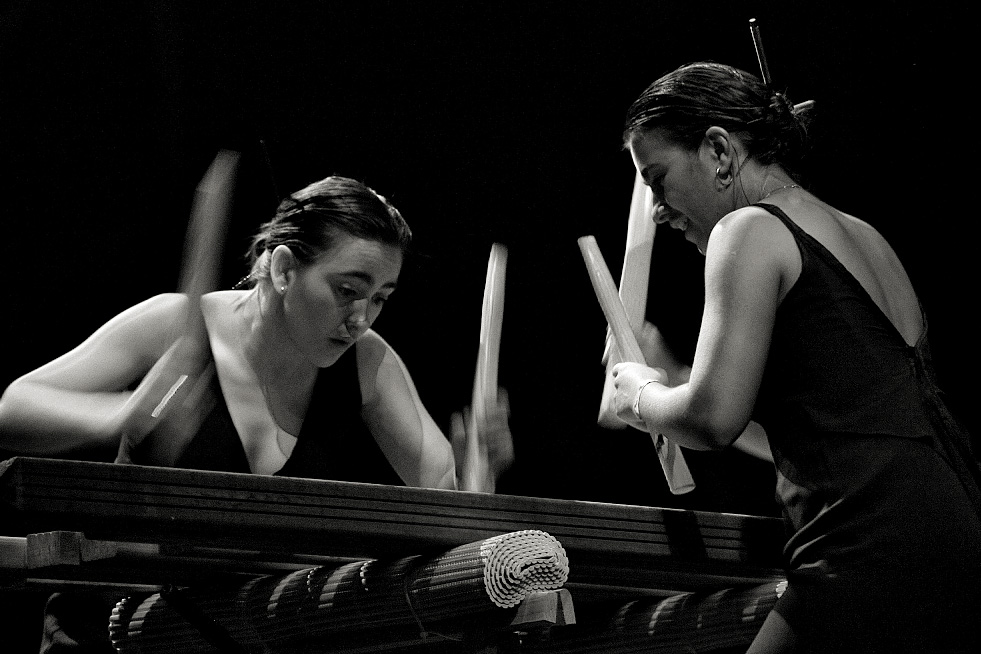
Två utövare av txalaparta.

Txalaparta är ett baskiskt slagverksinstrument.
Det spelas vanligen av två personer som slår på instrumentets träplattor med klubbor. Den ena håller rytmen medan den andra står för 
synkopen.
Instrumentet är känt sedan 1400-talet då det användes i samband med festligheter på landet under skördetid och på bröllop. Det spelas till all slags musik.